# NGC 997
NGC 997 (również PGC 9932 lub UGC 2102) – galaktyka eliptyczna (E), znajdująca się w gwiazdozbiorze Wieloryba. Odkrył ją Albert Marth 10 listopada 1863 roku. Towarzyszy jej dużo mniejsza zwarta galaktyka PGC 200205 (typ C), lecz nie wiadomo, czy są one związane ze sobą grawitacyjnie. Niektóre bazy obiektów astronomicznych (np. NASA/IPAC Extragalactic Database) jako NGC 997 klasyfikują parę tych galaktyk.